# マハスカ郡 (アイオワ州)
マハスカ郡（英: Mahaska County）は、アメリカ合衆国アイオワ州の南部に位置する郡である。2010年国勢調査での人口は22,381人であり、2000年の22,335人から0.2％増加した。郡庁所在地はオスカルーサ市（人口11,463人）であり、同郡で人口最大の都市でもある。

## 歴史

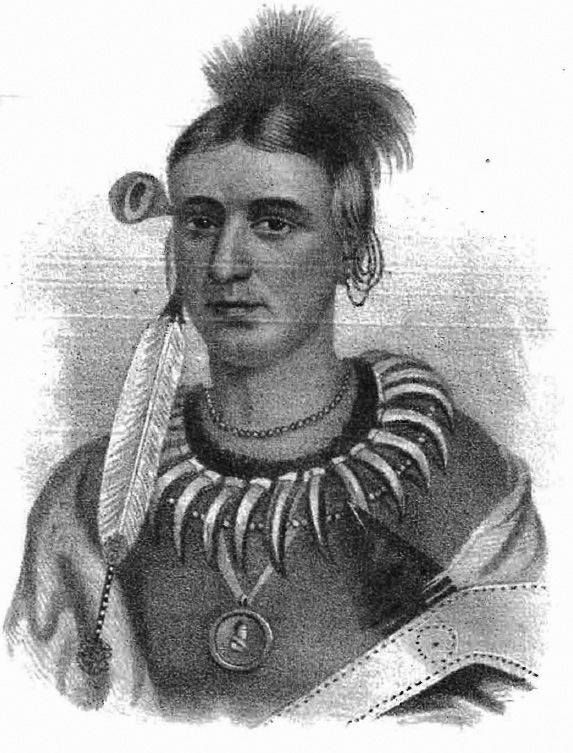
マハスカ、フートンのRed Men of Iowaより、1882年

マハスカ郡は1843年2月17日に設立され、1844年2月5日からは自治を続けた。郡名はアイオワ族インディアンの酋長マハスカに因んで名付けられた。マハスカ郡はアイオワ州で保安官と治安判事を指名したことでは最初の郡になった。
最初の郡庁舎は1846年1月に完成した。２だいめは1886年2月27日に使用開始された。最初の学校は小さな丸太造りのものであり、オスカルーサの東1.5マイル (2.4 km) にあり、1844年9月16日に開校となった。1846年には最初の教会としてカンバーランド長老派教会が開設された。1850年7月2日、「アイオワ・ヘラルド」紙（現在の「オスカルーサ・ヘラルド」）の最初の版が発行された。1864年、デモイン・バレー鉄道の最初の線路が敷かれた。
マハスカ郡では石炭採掘が主要産業だった。19世紀、オスカルーサの南約5マイル (8 km) にあったマチャキノックの町がアイオワ州では最大かつ最も繁栄した炭鉱町だった可能性がある。

## 地理
アメリカ合衆国国勢調査局に拠れば、郡域全面積は573.40平方マイル (1,485.1 km2)であり、このうち陸地570.87平方マイル (1,478.5 km2)、水域は2.53平方マイル (6.6 km2)で水域率は0.44％である。

### 主要高規格道路
- アメリカ国道63号線
- アイオワ州道23号線
- アイオワ州道92号線
- アイオワ州道163号線
- アイオワ州道146号線
- アイオワ州道149号線

### 隣接する郡
- ジャスパー郡 - 北西
- ポウシーク郡 - 北
- ケオクク郡 - 東
- ワペロ郡 - 南東
- モンロー郡 - 南西
- マリオン郡 - 西

## 人口動態

### 2010年国勢調査
以下は2010年国勢調査による人口統計データである。
基礎データ
- 人口: 22,381人
- 人口密度: 15人/km2（39人/mi2）
- 住居数: 9,766軒
- 使用住居: 8,975軒[8]

### 2000年国勢調査

2000人口ピラミッド

以下は2000年国勢調査による人口統計データである。
| 基礎データ - 人口: 22,335人 - 世帯数: 8,880 世帯 - 家族数: 6,144 家族 - 人口密度: 15人/km2（39人/mi2） - 住居数: 9,551軒 - 住居密度: 6軒/km2（17軒/mi2） 人種別人口構成 - 白人: 97.20% - アフリカン・アメリカン: 0.64% - ネイティブ・アメリカン: 0.19% - アジア人: 0.86% - 太平洋諸島系: 0.03% - その他の人種: 0.30% - 混血: 0.78% - ヒスパニック・ラテン系: 0.85% 年齢別人口構成 - 18歳未満: 25.7% - 18-24歳: 9.4% - 25-44歳: 26.8% - 45-64歳: 21.7% - 65歳以上: 16.3% - 年齢の中央値: 37歳 - 性比（女性100人あたり男性の人口） - 総人口: 99.1 - 18歳以上: 96.9 | 世帯と家族（対世帯数） - 18歳未満の子供がいる: 32.4% - 結婚・同居している夫婦: 58.6% - 未婚・離婚・死別女性が世帯主: 7.5% - 非家族世帯: 30.8% - 単身世帯: 26.6% - 65歳以上の老人1人暮らし: 12.4% - 平均構成人数 - 世帯: 2.45人 - 家族: 2.96人 収入と家計 - 収入の中央値 - 世帯: 37,3146米ドル - 家族: 43,557米ドル - 性別 - 男性: 32,618米ドル - 女性: 23,192米ドル - 人口1人あたり収入: 18,232米ドル - 貧困線以下 - 対人口: 9.8% - 対家族数: 7.5% - 18歳未満: 11.7% - 65歳以上: 9.3% |

## 都市と町

### 都市
| - オスカルーサ - 郡庁所在地 - バーンズシティ - ビーコン - エディビル - フレモント | - キオマビレッジ - リートン - ニューシャロン - ローズヒル - ユニバーシティパーク |

### 未編入の町
| - シーダー | - ホプウェル | - インディアナポリス |

### 郡区
- アダムス郡区
- ブラックオーク郡区
- シーダー郡区
- イーストデモイン郡区
- ガーフィールド郡区
- ハリソン郡区
- ジェファーソン郡区
- リンカーン郡区
- マディソン郡区
- モンロー郡区
- プレザントグローブ郡区
- プレイリー郡区
- リッチランド郡区
- スコット郡区
- スプリングクリーク郡区
- ユニオン郡区
- ウェストデモイン郡区
- ホワイトオーク郡区